# Howard Wright Alexander
Howard Wright Alexander (Toronto, 19 de junho de 1911 – Richmond, Indiana, 28 de junho de 1985) foi um matemático canadense-estadunidense.
Wright emigrou do Canadá para os Estados Unidos em 1937. Obteve um Ph.D. em 1939 na Universidade de Princeton.
Foi palestrante convidado do Congresso Internacional de Matemáticos em Massachusetts (1950).

## Publicações selecionadas
- «Role of the mean curvature in the immersion theory of surfaces». Trans. Amer. Math. Soc. 47: 230–253. 1940. MR 0001621. doi:10.1090/s0002-9947-1940-0001621-7
- «A general test for trend». Psychological Bulletin. 43 (6): 533–557. 1946. doi:10.1037/h0057817
- «Elements of mathematical statistics». John Wiley & Sons. 1961; xi+367 pages[2]
- with Roland Frederick Smith: «Descriptive statistics: a self-instruction program». Boston: Heath. 1965; 100 pages
- The language and the reality of Quakerism. [S.l.: s.n.] 1980
- George Fox and the early Quakers. Col: Pamphlet series. [S.l.]: Friends United Press; 12 pages
- Rufus M. Jones (ed.). Journal of George Fox. [S.l.]: Friends United Press; Foreword by Henry J. Cadbury, Glossary by Howard Alexander; 608 pages